# 赤祖德贊
赤祖德贊（藏語：ཁྲི་གཙུག་ལྡེ་བརྩན།，威利转写：Khri-gtsug-lde-brtsan，802年—838年），又译弃足德贊，吐蕃贊普，815年至838年在位。赤祖德赞在汉文文献《册府元龟》、《新唐书·吐蕃传》中被称作可黎可足，《资治通鉴》稱之為彝泰贊普。
赤祖德赞是赤德松赞与没庐妃拉杰莽莫杰（藏語：འབྲོ་ཟ་ལྷ་རྒྱལ་མང་མོ་རྗེ།）所生的儿子，与朗达玛是同胞兄弟。又名日巴坚或熱巴堅（藏語：རལ་པ་ཅན།，意為披髮者）。816年（一说817年），赤德松贊去世，因众臣所瞩意的王子藏玛（藏語：གཙང་མ་）已出家为僧，遂由赤祖德赞即位。
817年，即位不久的赤祖德赞决定推行与唐朝的友好政策，遣使向唐朝告哀，唐朝遣乌重玘出使吐蕃吊祭，随后吐蕃便释放了一些唐朝俘虏。
虽然赤祖德赞主张与唐友好，但唐蕃边境的将领却在次年发生了军事冲突，吐蕃战败。随后唐军收复了原州（今宁夏固原县）、长乐州（定远城西），并占领了吐蕃的峨和（今四川茂汶县北）、棲鸡等城。819年，吐蕃派遣大论尚绮心儿（藏語：ཞང་ཁྲི་སུམ་རྗེ་སྤེག་ལྟ།）反击，攻占灵州、盐州、泾州地界，直指长武城（今陕西长武县）。
由于吐蕃与唐朝连年的战争胜负难分，820年唐穆宗即位后，吐蕃以此为契机再次提出和谈。821年，尚绮力陀思出使唐朝，在长安与唐朝君臣盟誓，吐蕃与唐朝相约互守边境，永不再发生战争。次年，唐朝官员刘元鼎、刘师老出使吐蕃，与赤祖德赞君臣作了同样的盟誓。这是唐朝与吐蕃之间的第八次会盟，由于这次会盟是在唐穆宗长庆元年至二年（821年至822年）进行的，所以被称为“长庆会盟”。 
会盟后，吐蕃大论尚绮心儿前往大夏川，向吐蕃诸将传达了会盟的内容，禁止蕃军骚扰唐朝边境。823年又在唐朝都城长安、吐蕃都城逻些以及唐蕃边境地带，以汉、藏两文各立了同样的会盟碑。吐蕃模仿唐朝，取年號“彝泰”（藏語：སྐྱིད་རྟག་），并在会盟碑中使用，这也是吐蕃历史上唯一一个年号。吐蕃方面的会盟碑至今仍矗立在拉萨大昭寺前。此后，唐朝和吐蕃互通使节，来往密切，其间边境虽曾有过零星冲突，但大致保持和平。逐渐强盛的南诏则趁吐蕃、唐朝实力皆衰弱时趁机脱离了吐蕃，侵略唐朝。
赤祖德赞对佛教极为笃信，在位期间极力推崇佛教。831年他从于阗、泥婆罗重金聘请工人，建造了拥有九层雄伟神殿的伍香多无比吉祥增善寺（藏語：འུ་ཤང་རྡོ་དཔེ་མེད་བཀྲ་ཤིས་དགེ་འཕེལ་གྱི་གཙྱག་ལག་ཁང་།）。在他的推崇下，王妃、王子、贵族、大臣也纷纷效仿，吐蕃境内佛寺林立，僧侣、尼姑的人数大量增加。赤祖德赞同时也从外国大量聘请高僧翻译佛经，并改进了藏文字母。
在政治上，他将僧人的地位提到了最高，任命高僧钵阐布云丹（藏語：བྲན་ཁ་དཔལ་གྱི་ཡོན་ཏན་）执掌朝政。又下令吐蕃全国每一个僧人皆以七户平民作为自己的属民，这就是“七户养僧制”。 赤祖德赞本人也对僧侣毕恭毕敬。他甚至将自己的头发编成左右两只发辫，在发辫的顶端系上丝绸；然后将丝绸铺展在两个精致的垫子上，并让两位高僧坐在垫子上，称之为“二首部”（藏語：དབུ་སྡེ་གཉིས），以示尊敬。正因为如此，赤祖德赞获得了“日巴坚”（藏語：རལ་པ་ཅན།）的绰号。他甚至制定了相关法律，规定如果胆敢瞪僧侣的人应挖去眼珠，敢用手指僧人者则要砍去手指。
赤祖德赞将政权全部给僧人管理，这引起了一些反佛派大臣的不满。大论韦·甲多热（藏語：དབས་རྒྱལ་ཏོ་རེ།）联合属庐·列扎（藏語：ཅོག་རོ་ལེགས་སྒྲ།）等反佛贵族合谋，诬称王子藏玛反对佛法，流放其于门域（藏語：མོན་ཡུལ，位于今西藏自治区亚东），并指使王妃那囊氏芒洁（藏語：སྣ་ནམ་བཟའ་མང་རྗེ）将其毒死。随后污蔑执政的僧人钵阐布云丹与王妃、尼姑通奸。钵阐布云丹在出逃途中被韦·甲多热追及，刺死，韦·甲多热残忍地将其皮剥下解恨。
在铲除了赤祖德赞身边的佛教大臣后，韦·甲多热等人决定杀死赤祖德赞。838年，赤祖德赞在墨竹香巴宫（藏語：མལ་གྲི་ཞམ་ཁའི་ཕོ་བྲང）醉酒昏昏睡去，韦·甲多热、属庐·列扎、列杜赞（藏語：ལེགས་སྡུག་བཙན）三位反佛派大臣趁机拧断了赤祖德赞的脖子，将其杀死，时年36岁。
赤祖德赞无子，韦·甲多热拥立其兄弟朗达玛即位。葬赤祖德赞于敦卡达历代藏王墓左侧的“墀丁芒日”陵（藏語：ཁྲི་སྟེང་རྨང་རི）。其墓中无珍宝，墓前立有一块无字碑。
由于赤祖德赞对藏传佛教的弘扬有较大贡献，因此同松赞干布、赤松德赞并称为“吐蕃三大法王”。藏传佛教教徒将其视为金刚手的化身。后世的藏文史料也颂扬其功德，称其在位期间人民安居乐业，吐蕃变成了人间的极乐世界。但根据《新唐书》等汉文文献的记载，赤祖德赞是一个懦弱无能的昏君，而且体弱多病，大权旁落至大臣的手里。身为信佛者的赤祖德赞，竟然任命反佛派大臣韦·甲多热为大论，最终导致了自己被弑以及后来的佛法被废止，其昏庸程度可想而知。其在位期间的所作所为，与建立吐蕃帝国的松赞干布、将吐蕃帝国推向全盛的赤松德赞的文治武功完全不能相提并论。

### 引用
1. ↑  《敦煌本吐蕃历史文书增订本》，212页
2. ↑  《新唐書》〈吐蕃傳〉：「［元和］十二年贊普死。可黎可足立為贊普。」
3. ↑  《資治通鑑》〈唐紀〉：「憲宗元和十一年］二月西川奏，吐蕃贊普卒，新贊普可黎可足立。」
4. ↑  《贤者喜宴》译注十三，第95页（总第253页）
5. ↑  《吐蕃史稿》204~207页
6. 1 2  《吐蕃史稿》207~214页
7. ↑  《贤者喜宴》译注十三，第97页（总第255页）
8. ↑  《贤者喜宴》译注十三，第97~98页（总第255~256页）
9. ↑  《贤者喜宴》译注十三，第110页（总第268页）。参见该书脚注26。
10. ↑  《贤者喜宴》译注十三，第96页（总第254页）
11. 1 2  《贤者喜宴》译注十三，第100~101页（总第258~259页）
12. ↑  韦·甲多热是反佛派贵族，在崇佛派大论尚绮心儿死后代之为大论。
13. ↑  《贤者喜宴》译注十三，第101页（总第259页）
14. ↑  《資治通鑑》〈唐紀〉：「［文宗開成三年］吐蕃彝泰贊普卒，弟達磨立。」
15. ↑  《贤者喜宴》译注十三，第99页（总第257页）
16. ↑  《贤者喜宴》译注十三，第111页（总第269页）。参见该书脚注31。
17. 1 2  《吐蕃史稿》第204页
18. ↑  《新唐书·吐蕃传》：“赞普（赤祖德赞）立几三十年，病不事，委任大臣，故不能抗中国，边候晏然。”